# Toon Willemse
Toon Willemse (Nijmegen, 26 september 1951) is een Nederlands voormalig voetballer die als verdediger speelde.
Willemse begon bij VV Noviomagum en speelde daarna twee seizoenen voor SV Blauw Wit. Tussen 1977 en 1985 speelde hij in totaal 216 wedstrijden als rechtsback voor N.E.C. waarin hij één doelpunt maakte. Hij speelde daarna nog vier seizoenen voor Blauw Wit waar hij ook jeugdtrainer werd. Hij bouwde af in een lager team bij SV Nijmegen. Naast het voetbal was hij vuilnisman.